# Tihomir Živković
Tihomir Živković (* 28. Dezember 1985 in Osijek, SFR Jugoslawien) ist ein kroatischer Fußballspieler.

## Karriere
Živković spielte bis 2006 beim NK Metalac Osijek. Zur Saison 2006/07 wechselte er zum Erstligisten Cibalia Vinkovci. Sein Debüt in der 1. HNL gab er im August 2006, als er am dritten Spieltag jener Saison gegen den NK Varaždin in der Halbzeitpause für Amer Jukan eingewechselt wurde. In Vinkovci kam er zu elf Einsätzen in der 1. HNL. Zur Saison 2007/08 wechselte er zum Zweitligisten NK Slavonac Stari Perkovci. Im Januar 2008 schloss er sich dem unterklassigen NK Olimpija Osijek. Zur Saison 2008/09 wechselte er zum Zweitligisten HNŠK Moslavina Kutina. In weiterer Folge spielte er noch für den NK Višnjevac und den NK Vukovar ’91.
Zur Saison 2010/11 wechselte Živković nach Montenegro zum Erstligisten OFK Bar. Für Bar kam er zu 24 Einsätzen in der Prva Crnogorska Liga. Mit Bar stieg er am Saisonende aus der höchsten montenegrinischen Spielklasse ab. Daraufhin wechselte er zur Saison 2011/12 zum Erstligisten OFK Petrovac. In eineinhalb Jahren bei Petrovac spielte er 44 Mal in der Prva Liga und erzielte dabei fünf Tore. Im Januar 2013 verließ er den Verein. Zur Saison 2013/14 schloss er sich dem FK Mornar Bar, für den er zu acht Einsätzen kam. Im Dezember 2013 wechselte er nach Myanmar zu Shan United, wo er ein Jahr lang spielte. Im Juli 2016 wechselte er auf die Malediven zu United Victory. Im Februar 2018 kehrte er nach Europa zurück und wechselte in den Kosovo zum KF Besa. Zur Saison 2018/19 wechselte er zurück in seine Heimat Kroatien und schloss sich dem unterklassigen NK NAŠK.
In der Winterpause der Saison 2018/19 wechselte Živković nach Österreich zum viertklassigen SV Grün-Weiß Micheldorf. Für Micheldorf absolvierte er zwölf Spiele in der OÖ Liga und erzielte vier Tore. Zur Saison 2019/20 kehrte er abermals nach Kroatien zurück und wechselte zum NK Vinogradar Lokošin Dol. Im Oktober 2019 zog er weiter zum NK Papuk Orahovica. Zur Saison 2020/21 wechselte er ein zweites Mal nach Österreich, diesmal zum Regionalligisten ATSV Stadl-Paura. Für Stadl-Paura kam er zu neun Einsätzen in der Regionalliga. Im Februar 2021 wechselte er zum fünftklassigen SC Marchtrenk.